# طواف تايوان 2015
طواف تايوان 2015 (بالإنجليزية: 2015 Tour de Taiwan)‏ هو سباق دراجات هوائية أقيم بتاريخ 22 مارس 2015، تكون السباق من 5 مراحل وامتدّ لمسافة 621 كم بسرعة 43.8 كم/س، استغرق السباق 14hr 10 دقيقة 34 ثانية. فاز به الإيراني صمد بورسيدي وحلّ ثانيا الإيراني حسين عسكري.

## الترتيب
| م                     | الدرّاج      | البلد     | الزمن                  |
| --------------------- | ----------- | --------- | ---------------------- |
| الفائز بالترتيب العام | صمد بورسيدي | إيران     | 14hr 10 دقيقة 34 ثانية |
| الثاني                | حسين عسكري  | إيران     |                        |
| حسب النقاط            | باتريك بيفن | نيوزيلندا | -                      |
| التسلق                | صمد بورسيدي | إيران     | -                      |